# Stenoxia conformens
Stenoxia conformens är en fjärilsart som beskrevs av Dyar 1914. Stenoxia conformens ingår i släktet Stenoxia och familjen nattflyn. Inga underarter finns listade i Catalogue of Life.